# 蓝叠
BlueStacks（在中國大陸地區稱「藍疊」）是美國一家專門生產BlueStacks App Player及其他雲端服務跨平台產品的科技公司。BlueStacks App Player專為Windows和Mac系统電腦模擬運行Android應用程式。該公司2009年由McAfee前首席技術官、Cloud.com董事會成員創立。投資者包括了include Ignition Partners、Radar Partners、Andreessen-Horowitz、Samsung、Redpoint、 Qualcomm、Intel、Presidio Ventures、Citrix、AMD 以及Helion Ventures等。BlueStacks是夏爾馬的第八家公司，有五家夏爾馬的公司被科技公司Google、微軟、思傑和McAfee收購。

## App Player
公司于2011年5月25日的思杰合作会议上（Citrix Synergy conference）正式成立。思杰首席执行官马克·邓普顿（英語：Mark Templeton）在舞台上展示出BlueStacks的早期版本，宣布两间公司已形成合作伙伴关系。App Player的alpha公测版于2011年10月11日正式推出。
App Player是一款可供Windows和Mac下载的软件，能虚拟化Android体验。软件下载免费，附带少量提供赞助的应用程序，可选择每月花2美元认购高级版。据公司内部人士透露，App Player能够运行Google Play应用商店140万程序中的96%。2014年4月，程序下载量突破8500万。
2012年6月27日，公司發布了App Player的Mac OS版的alpha-1版，测試版則於2012年12月27日發布。2024 年 12 月，該公司推出了專為 Apple Silicon Mac 打造的 BlueStacks Air。
2014年12月，包括BlueStacks在內的安卓模擬器遭到通訊軟體微信的全面封殺，引發業內人士質疑其宣揚的“開放”態度。
2015年12月11日，公司發布了App Player的 2.0 版（BlueStacks）。

## BlueStacks X
該產品於2021年9月30日展開公開測試，是BlueStacks推出基於雲端的Android遊戲平台。該遊戲產品是透過BlueStacks集團旗下的姐妹公司now.gg雲端遊戲進行結合運用，雲端伺服器的部分則由AWS亞馬遜網路服務公司提供技術支援。運作原理是採用混合雲運算技術（Hybrid Cloud technology）進行遊戲媒體串流處理，讓用戶藉由瀏覽器使用該服務。Windows、macOS、ChromeOS以及Linux核心的系統，還有iOS、Android手機系統都可以透過瀏覽器即時連線遊玩。

## BlueStacks 5
BlueStacks於2021年2月18日發布了BlueStacks 5的測試版，並於當年5月19號正式上線，BlueStacks 5是從用戶端到 Android 系統都是完全重新搭建的版本，根據官方的實驗室測試結果，記憶體（RAM）佔用及啟動時間可以減少40%，而且提供了FPS鎖定、Long-flight和節能（省電）模式等一系列的進階功能選項，Android 9版本則於8月11號展開測試，也是首款支援Hyper-V虛擬機環境的Android模擬器產品。

## BlueStacks 4
於2018年9月18日，BlueStacks宣布發布其最新版本BlueStacks 4。BlueStacks 4包括動態資源管理，僅初始化所需的Android代碼庫從而釋放資源。 全新的首頁介面，由AI驅動的鍵盤操控按鍵配置，與遊戲操控個人化設定最佳化。 此外，BlueStacks 4支援32位元和64位元版本的Android 7.1.2 Nougat。並於2019年1月針對macOS的重新啟動開發。

## BlueStacks Air
2024 年 12 月，BlueStacks 推出了 BlueStacks Air，一款專為 Apple Silicon Mac 設計的應用程式模擬器。這個版本經過優化，原生支援所有 Apple Silicon Mac 系統，包括 M1、M2、M3 和 M4 處理器。

## 最低要求
對於 Windows 作業系統，BlueStacks 應用程式模擬器的最低要求為 Windows 7 或更高版本，4 GB 記憶體、10 GB 硬碟空間以及 Intel 或 AMD 處理器。 BlueStacks Air 目前支援使用 Apple Silicon 晶片（M1-M4）的 Mac 系統。 對於 macOS 作業系統，最低要求包括 macOS 11（Big Sur）或更高版本、8 GB 記憶體，以及 12 GB 硬碟空間。

## GamePop
2013年5月9日GamePop推出，採用訂閱模式。訂閱用戶可遊玩價值超過250美元的付費遊戲。程式允許用戶在電視上執行多達500款的手機遊戲。2014年7月23日，三星宣布注資並支援GamePop，這使得BlueStacks的外界總投資達到2600萬美元。隨著App Player的不斷改進，GamePop在2015年的反應平淡，公司計劃在未來改進該產品。